# 5602 (année hébraïque)
5602 (hébreu : ה'תר"ב , abbr. : תר"ב) est une année hébraïque qui a commencé à la veille au soir du 16 septembre 1841 et s'est finie le 4 septembre 1842. Cette année a compté 354 jours. Ce fut une année simple dans le cycle métonique, avec un seul mois de Adar. Ce fut la seconde année depuis la dernière année de chemitta.

## Calendrier
Ce calendrier hébraïque de l'année 5602 donne les correspondances avec les dates du calendrier grégorien.
Le premier nombre dans chaque case correspond au jour du mois hébraïque. Les jours en couleurs sont des jours remarquables juifs .
| ◄◄ | 5602 | ►► |

## Naissances
- Abraham Epstein
- Nathan Bamberger
- Alexander Kohut

## Décès
- Menahem Mendel ben Naphtali Hirsch Kargau

5597 - 5598 - 5599 - 5600 - 5601 - 5602 - 5603 - 5604 - 5605 - 5606 - 5607